# Compétition interspécifique

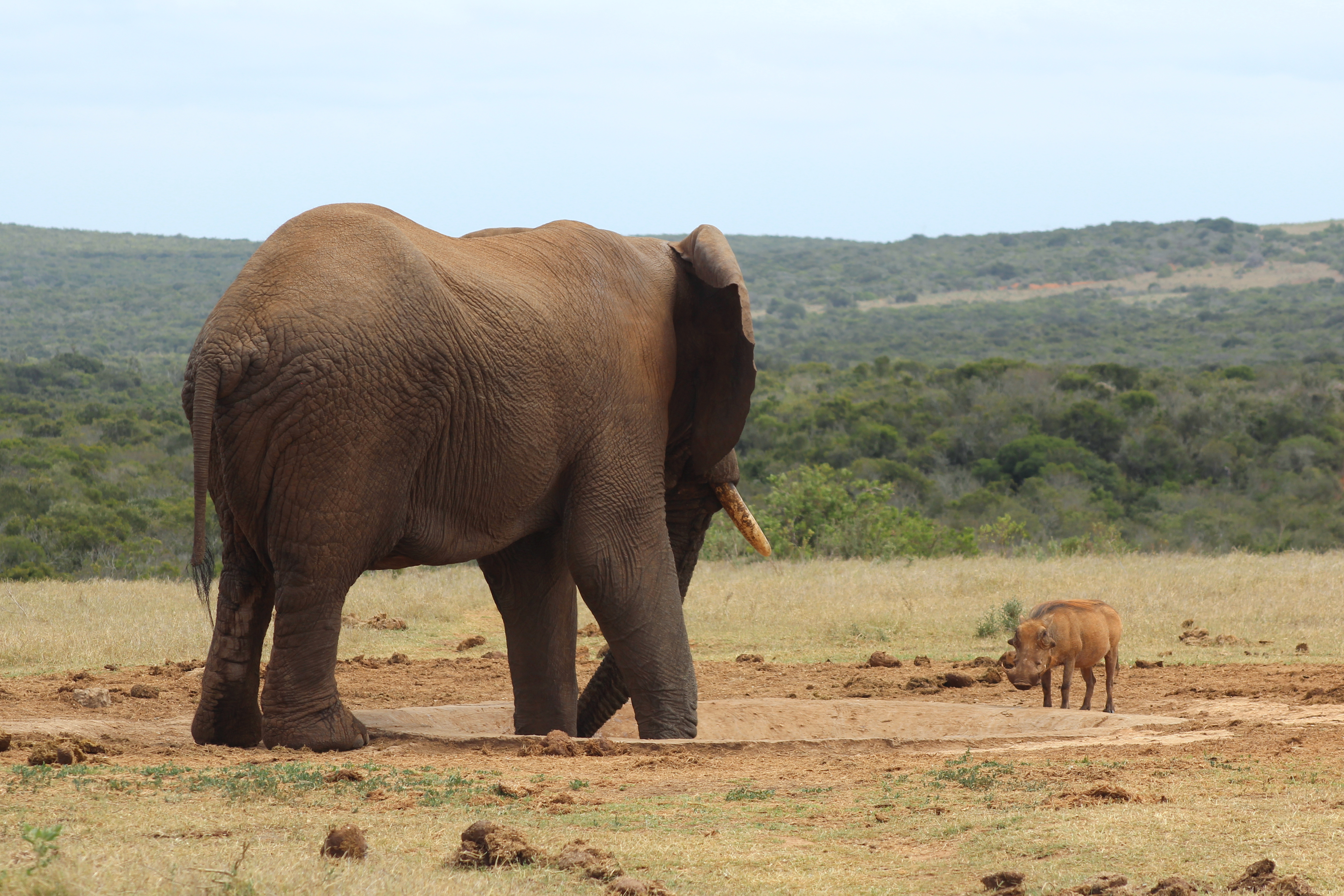
Un éléphant et un phacochère s'affrontent pour accéder à un point d'eau.

Une compétition interspécifique est une concurrence entre deux espèces différentes pour la même ressource. C'est l'inverse de la compétition intraspécifique, qui elle est une concurrence au sein d'une même espèce. 
La compétition pour la même ressource provient du fait que la ressource est limitée ou que les compétiteurs interfèrent pour obtenir la ressource.
La compétition, qu'elle soit inter ou intraspécifique est une force souvent impliquée dans la divergence des traits d'histoire de vie des organismes et donc dans le processus évolutif de la spéciation. Les chiens sont interspécifiques comme les poissons et les anguilles. 